# Karl von Gersdorff (General, 1765)

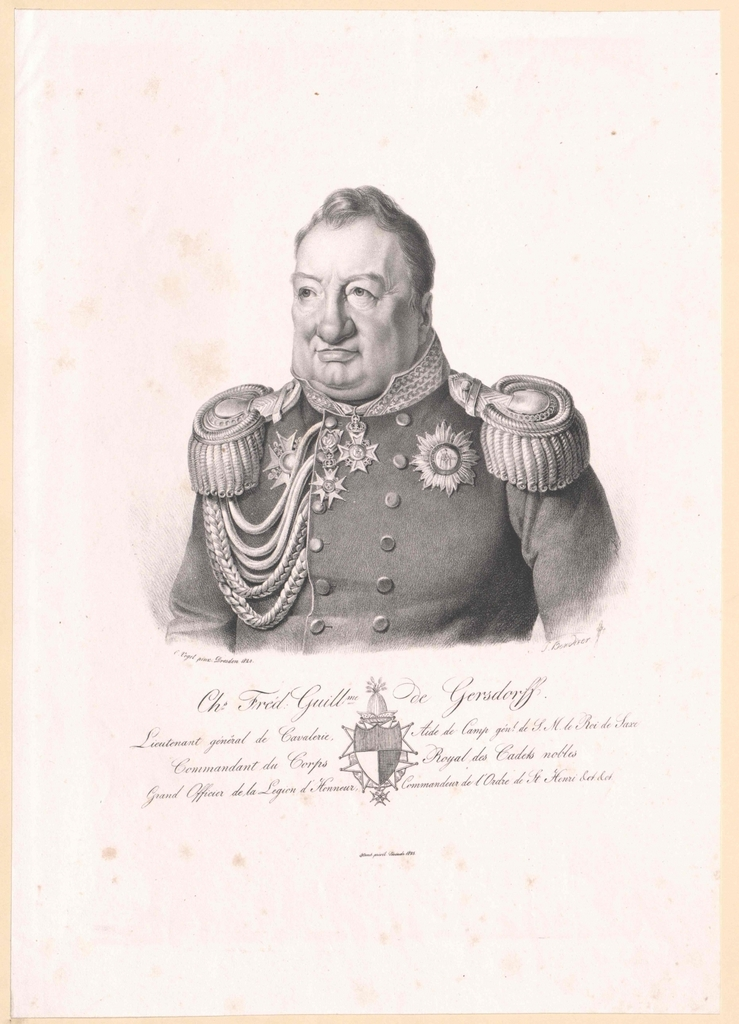
Karl Friedrich Wilhelm von Gersdorff

Karl Friedrich Wilhelm von Gersdorff (* 16. Februar 1765 in Glossen; † 15. September 1829 in Dresden) war ein sächsischer Generalleutnant und Militärschriftsteller sowie Besitzer der Rittergüter Neukirchen und Steinbach bei Nossen.

## Leben

### Herkunft
Seine Eltern waren der Stiftsverwalter Friedrich Rudolf von Gersdorff (1737–1772) und dessen Ehefrau Caroline, geborene von Dieskau (1739–1793).

### Militärkarriere
Nach dem frühen Tod seines Vaters kam Gersdorff zu Verwandten nach Zangenberg bei Zeitz, besuchte die Fürstenschule in Grimma und studierte er bis 1785 an der Universität Leipzig sowie  an der Universität Wittenberg. Im Anschluss trat er als Unteroffizier in die sächsische Kavallerie ein. Er kam als Premierleutnant in das Kavallerieregiment Cheveaulegers Herzog Alberts von Sachsen-Teschen. Seine militärische Leistungen und sein Organisationstalent ermöglichten ihm einen raschen Aufstieg. Bereits 1805 war er Generalstabsoffizier beim mobilen sächsischen Korps und stieg bis 1807 zum Major auf.
Gersdorff kämpfte im Vierten Koalitionskrieg 1806 mit Preußen gegen Napoleon und 1807 mit Napoleon gegen Preußen. Danach war er am Aufbau der Armee des Herzogtums Warschau beteiligt. Im Fünften Koalitionskrieg kämpfte er gegen Österreich und wurde während dieser Zeit zum Generalmajor ernannt. In Dresden war er Mitglied der Freimaurerloge „Zum goldenen Apfel“. Er veröffentlichte seine Erkenntnisse. 1810 wurde er Chef des Generalstabes, organisierte in dieser Funktion die Sächsische Armee neu und wurde am 30. Juni 1812 zum Generalleutnant befördert. Von nun an war er Militärberater des sächsischen Königs Friedrich August I. von Sachsen und trat in Kontakt mit Napoléon Bonaparte. Er war nach den Verlusten er sächsischen Armee im Russlandfeldzug wieder an dem Neuaufbau beteiligt und wurde für sein Wirken zum Kommandanten der Ehrenlegion ernannt. Nach der Völkerschlacht bei Leipzig geriet er in Gefangenschaft. Gersdorff wurde der Korruption beschuldigt, aber auch drei Untersuchungen konnten keine Hinweise auf Fehlverhalten erbringen. Nach seiner Rückkehr zur Armee wurde er 1817 Inspektor der Reservearmee und am 16. September 1822 Kommandant des Kadettenkorps. Unter seiner Leitung wurde daraus eine zu ihrer Zeit als mustergültig angesehene Institution.
Er starb unverheiratet am 15. September 1829 in Dresden und wurde auf dem Inneren Neustädter Friedhof beigesetzt.